# Dasypolia shugnana
Dasypolia shugnana är en fjärilsart som beskrevs av Zoltan Varga 1982. Dasypolia shugnana ingår i släktet Dasypolia och familjen nattflyn. Inga underarter finns listade i Catalogue of Life.